# 트루히요 (온두라스)

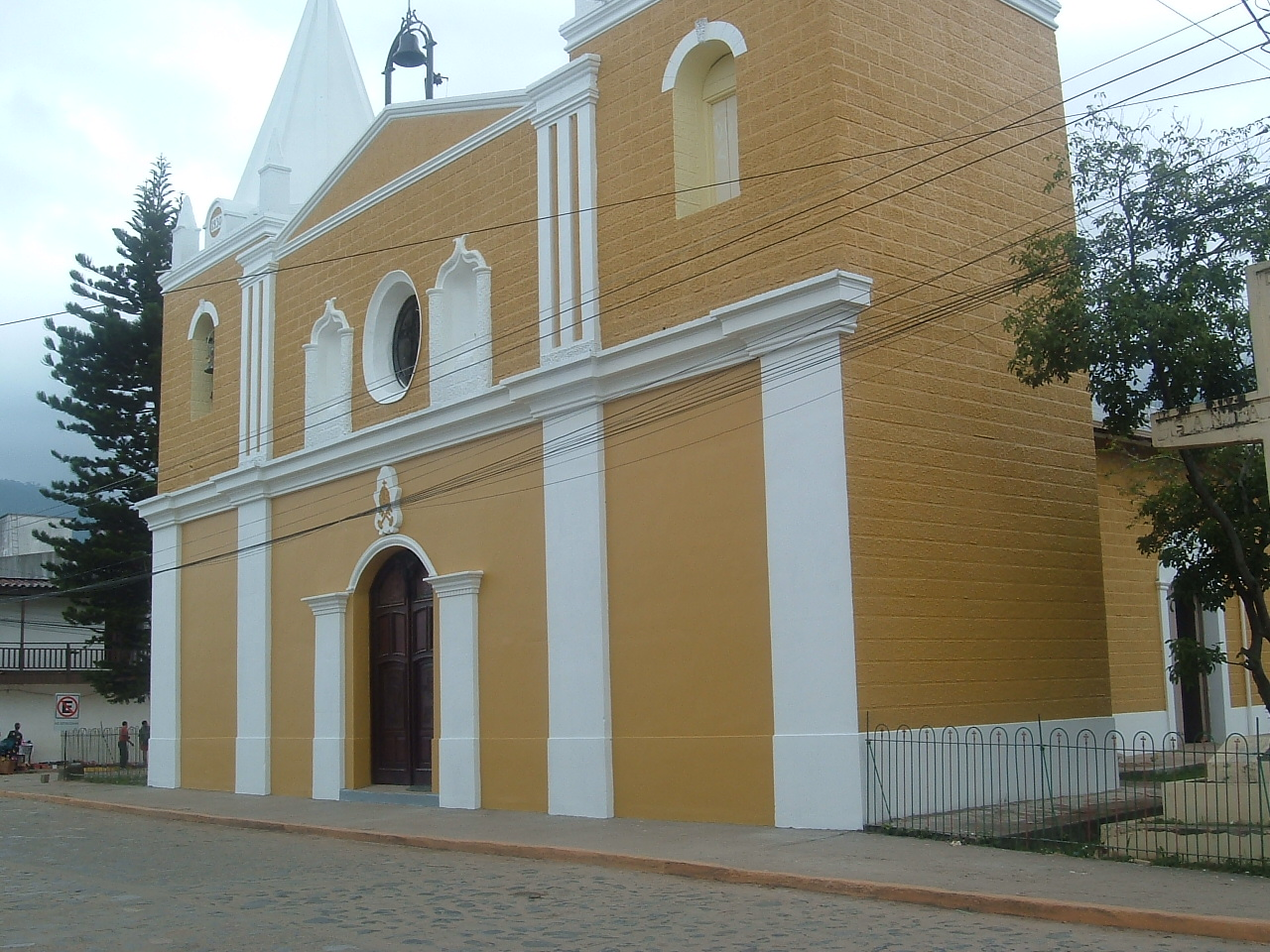

트루히요(Trujillo)는 온두라스의 도시로, 인구는 30,000명이다. 콜론 주의 주도이다.

## 같이 보기
- 중앙아메리카 연방공화국
- 트루히요 (스페인)
- 트루히요 (페루)